# ファイサル・ジャバラ
ファイサル・ジャバラ（Faycal Jaballah、 1988年8月1日-) はチュニジアのナフタ出身の柔道選手。100kg超級の選手。身長196cm。体重130kg。異名はクラッシャー。

## 人物
2006年にアフリカジュニア選手権100kg超級で優勝を飾った。2011年の世界選手権では7位だったが、アフリカ競技大会100kg超級とパンアラブ競技大会無差別では優勝を果たした。2012年にはアフリカ選手権無差別で優勝したが、ロンドンオリンピックでは3回戦でフランスのテディ・リネールに内股で敗れた。2013年はアフリカ選手権の100kg超級で優勝した。世界選手権では準々決勝でドイツのアンドレアス・テルツァーに敗れたものの、敗者復活戦で七戸龍を破ると、3位決定戦でもグルジアのアダム・オクルアシビリを小外掛で破り、チュニジアの重量級選手として世界選手権で初めてメダルを獲得することになった。2016年のリオデジャネイロオリンピックでは初戦で敗れた。

## 主な戦績
(階級表記のない大会は全て100kg超級での成績)
- 2006年 - アフリカジュニア選手権　優勝
- 2009年 - グランプリ・チュニス　5位
- 2009年 - フランス語圏競技大会　2位
- 2010年 - グランプリ・チュニス　5位
- 2011年 - アフリカ選手権　100kg超級　2位　無差別　2位
- 2011年 - ミリタリーワールドゲームズ　2位
- 2011年 - 世界選手権　7位
- 2011年 - アフリカ競技大会　優勝
- 2011年 - パンアラブ競技大会　100kgk超級　2位　無差別　優勝
- 2012年 - アフリカ選手権　100kgk超級　3位　無差別　優勝
- 2013年 - グランプリ・サムスン　2位
- 2013年 - アフリカ選手権　100kg超級　優勝　無差別　2位
- 2013年 - 地中海競技大会　3位
- 2013年 - グランドスラム・モスクワ　3位
- 2013年 - 世界選手権　3位
- 2014年 - アフリカオープン・カサブランカ　3位
- 2014年 - グランドスラム・パリ　3位
- 2014年 - グランプリ・デュッセルドルフ　2位
- 2014年 - グランドスラム・バクー　優勝
- 2015年 - グランプリ・サムスン　優勝
- 2015年 - アフリカ選手権　優勝
- 2015年 - グランドスラム・アブダビ　3位
- 2016年 -アフリカ選手権　優勝
- 2016年 -　グランプリ・アルマトイ　5位
- 2017年 - アフリカオープン・チュニス　優勝
- 2018年 - アフリカ選手権　100kg超級　優勝　無差別　3位
- 2018年 - 地中海競技大会　3位
- 2021年 - アフリカ選手権　優勝

(出典、JudoInside.com)